# Teoría del intercambio social

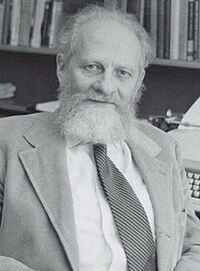
Peter Blau

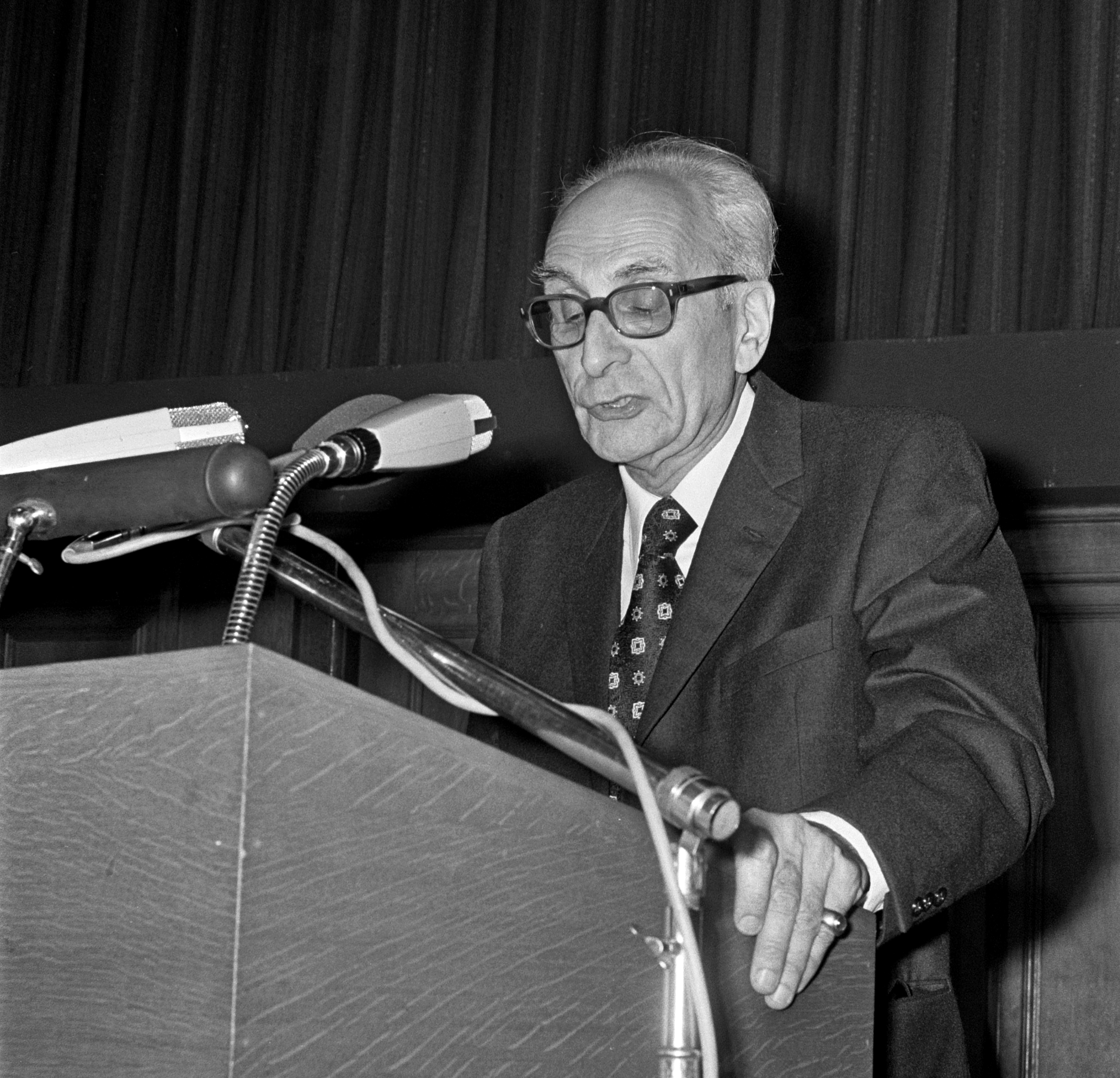
Claude Levi Strauss

La teoría del intercambio social es una perspectiva del campo de la psicología social y la sociología que explica el cambio social y la estabilidad como un proceso de intercambios negociados entre personas.
La teoría del intercambio social propugna que todas las relaciones humanas se forman por el uso de un análisis de coste-beneficio y la comparación con alternativas. Por ejemplo, según esta teoría, cuando una persona percibe los costes de una relación por encima de los beneficios obtenidos, la persona abandonará la relación. Esta teoría tiene sus raíces en la economía, la psicología y la sociología.
La teoría del intercambio social va unida a la teoría de la elección racional y al  estructuralismo, asumiendo sus principales características.

## Historia

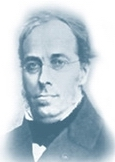
Jules Dupuit creador del análisis coste beneficio

La teoría del intercambio social se remonta a Thibaut y Kelley (1959), Kelley y Thibaut (1978), Homans (1961) y Rusbult (1983). El sociólogo George Homans publicó una obra "Conducta social como intercambio". En él definió el intercambio social como el intercambio de actividad, tangible o intangible, y más o menos gratificante o costoso, entre al menos dos personas. Después de que Homans fundó la teoría, otros teóricos continuaron escribiendo al respecto, particularmente Peter Blau y Richard M. Emerson, quienes, además de Homans, son generalmente considerados como los principales desarrolladores de la perspectiva de intercambio dentro de la sociología. El trabajo de Homans enfatizó el comportamiento individual de los actores en la interacción entre ellos. Aunque hay varios modos de intercambio, Homans centró sus estudios en el intercambio diádico. John Thibaut y Harold Kelley son reconocidos por enfocar sus estudios dentro de la teoría de los conceptos psicológicos, la díada y el pequeño grupo. Lévi-Strauss es reconocido por contribuir al surgimiento de esta perspectiva teórica desde su trabajo sobre antropología centrado en sistemas de intercambio generalizado, como los sistemas de parentesco y el intercambio de regalos.
Homans resume el sistema en tres proposiciones: éxito, estímulo y proposición de privación-saciedad.
- Propósito de éxito: cuando uno encuentra que es recompensado por sus acciones, tiende a repetir la acción.
- Propuesta de estímulo: cuanto más a menudo un estímulo particular ha resultado en una recompensa en el pasado, es más probable que una persona responda a ella.
- Propuesta de privación-saciedad: cuanto más a menudo en el pasado reciente una persona ha recibido una recompensa particular, menos valiosa se vuelve otra unidad de esa recompensa.

Peter Blau enfocó sus primeros escritos en la teoría del intercambio social más hacia la perspectiva económica y utilitaria, mientras que Homans se enfocó en los principios de refuerzo que presuponen que los individuos basen sus próximos movimientos sociales en las experiencias pasadas. El enfoque utilitario de Blau alentó al teórico a mirar hacia el futuro, ya que en lo que anticiparon que sería la recompensa en lo que respecta a su próxima interacción social. Blau sintió que si los individuos se enfocaban demasiado en los conceptos psicológicos dentro de la teoría, se abstendrían de aprender los aspectos de desarrollo del intercambio social. Blau enfatizó el análisis económico técnico mientras que Homans se concentró más en la psicología del comportamiento instrumental.
Los primeros trabajos de Richard Emerson sobre la teoría se entrelazaron con las ideas de Homans y Blau. Homans creía que la teoría del intercambio social se basaba en principios de refuerzo. Según Emerson, el intercambio no es una teoría, sino un marco desde el cual otras teorías pueden converger y compararse con el funcionalismo estructural. La perspectiva de Emerson era similar a la de Blau ya que ambos se enfocaron en la relación que el poder tenía con el proceso de intercambio. Emerson dice que la teoría del intercambio social es un enfoque en sociología que se describe con simplicidad como un análisis económico de situaciones sociales no económicas. La teoría del intercambio social trae una forma cuasi económica de análisis en esas situaciones.

## Interés propio e interdependencia

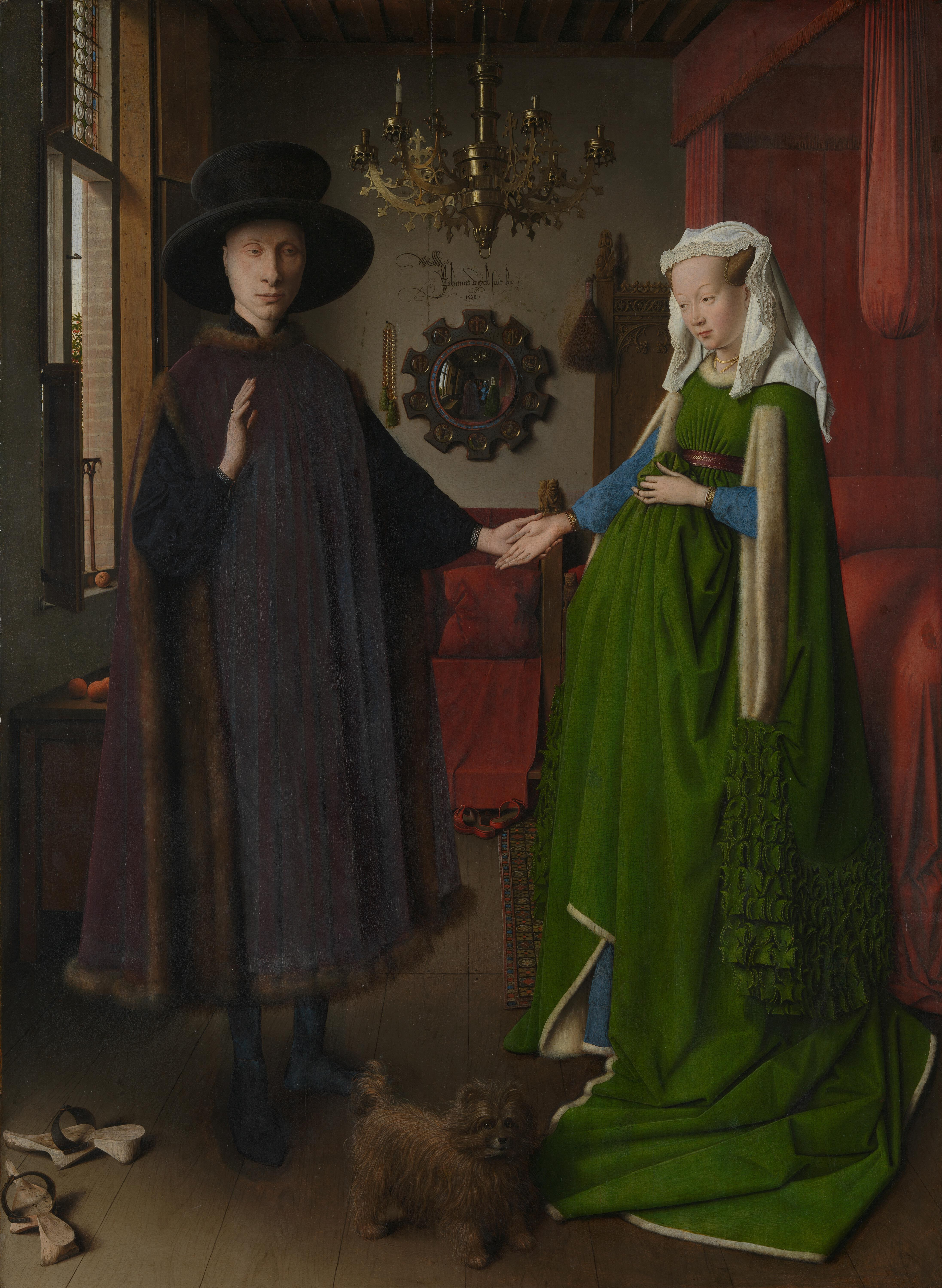
Van Eyck - El matrimonio Arnolfini

El interés propio y la interdependencia son propiedades centrales del intercambio social. Estas son las formas básicas de interacción cuando dos o más actores tienen algo de valor el uno para el otro, y tienen que decidir si intercambiar y en qué cantidades. Homans usa los conceptos del individualismo para explicar los procesos de intercambio. Para él, el significado del interés propio individual es una combinación de necesidades económicas y psicológicas. Satisfacer el interés propio suele ser común en el ámbito económico de la teoría del intercambio social, donde la competencia y la codicia pueden ser comunes. En el intercambio social, el interés personal no es algo negativo; más bien, cuando se reconoce el interés propio, actuará como la fuerza rectora de las relaciones interpersonales para el avance del interés propio de ambas partes "- Michael Roloff (1981). Thibaut y Kelley ven la interdependencia mutua de las personas como el problema central para el estudio de la conducta social. Desarrollaron un marco teórico basado en la interdependencia de los actores y destacan las implicaciones sociales de las diferentes formas de interdependencia, como el control recíproco. De acuerdo con su definición de interdependencia, los resultados se basan en una combinación de esfuerzos de las partes y acuerdos mutuos y complementarios.

## Conceptos básicos
La teoría del intercambio social ve el intercambio como una conducta social que puede resultar en resultados tanto económicos como sociales. La teoría del intercambio social se ha analizado generalmente comparando las interacciones humanas con el mercado. El estudio de la teoría desde la perspectiva microeconómica se atribuye a Blau. Bajo su perspectiva, cada individuo está tratando de maximizar sus ganancias. Blau afirmó que una vez que se comprende este concepto, es posible observar intercambios sociales en todas partes, no solo en las relaciones de mercado, sino también en otras relaciones sociales como la amistad.
El proceso de intercambio social brinda satisfacción cuando las personas reciben un rendimiento justo por sus gastos. La principal diferencia entre el intercambio social y económico es la naturaleza del intercambio entre las partes. La teoría económica neoclásica considera que el actor no trata con otro actor sino con un mercado y parámetros ambientales, como el precio de mercado. A diferencia del intercambio económico, los elementos del intercambio social son bastante variados y no pueden reducirse a un solo tipo de cambio cuantitativo. Según Stafford, los intercambios sociales implican una conexión con otra persona; involucran confianza y no obligaciones legales; son más flexibles; y rara vez implican negociaciones explícitas.

## Costos y recompensas
Los modelos simples de intercambio social suponen que las recompensas y los costos impulsan las decisiones de relación. Ambas partes en un intercambio social se responsabilizan mutuamente y dependen una de la otra. Los elementos de la vida relacional incluyen:
- Los costos son los elementos de la vida relacional que tienen un valor negativo para una persona, como el esfuerzo puesto en una relación y los aspectos negativos de un compañero.[16] (Los costos pueden ser de tiempo, dinero, esfuerzo, etc.)
- Las recompensas son los elementos de una relación que tienen un valor positivo. (Las recompensas pueden ser sentido de aceptación, apoyo y compañía, etc.)

Al igual que con todo lo relacionado con la teoría del intercambio social, tiene como resultado la satisfacción y la dependencia de las relaciones. La perspectiva de intercambio social argumenta que las personas calculan el valor total de una relación particular al restar sus costos de las recompensas que proporciona.
Valor = Recompensas - Costos
Si vale la pena es un número positivo, es una relación positiva. Por el contrario, un número negativo indica una relación negativa. El valor de una relación influye en su resultado, o si las personas continuarán con una relación o la terminarán. Se espera que las relaciones positivas perduren, mientras que las relaciones negativas probablemente terminen. En un intercambio mutuamente beneficioso, cada parte suministra las necesidades de la otra parte a un costo menor para uno mismo que el valor de los recursos que proporciona la otra parte. En dicho modelo, la satisfacción de la relación mutua garantiza la estabilidad de la relación.
Resultado = Recompensas - Costos
Homans basó su teoría en el conductismo para concluir que las personas buscan recompensas para minimizar los costos. La "satisfacción" de las recompensas que obtiene una parte de una relación de intercambio se juzga en relación con alguna norma, que puede variar de una parte a otra.

## Proposiciones teóricas

### Proposiciones teóricas de Nye
Ivan Nye propuso doce proposiciones teóricas que ayudan a comprender la teoría del intercambio.
- Las personas eligen aquellas alternativas de las cuales esperan la mayor ganancia.
- Siendo iguales los costos, eligen alternativas a partir de las cuales anticipan las mayores recompensas.
- Si las recompensas son iguales, eligen alternativas a partir de las cuales anticipan el menor costo.
- Si los resultados inmediatos son iguales, eligen las alternativas que prometen mejores resultados a largo plazo.
- Si los resultados a largo plazo se perciben como iguales, eligen alternativas que proporcionan mejores resultados inmediatos.
- Si los costos y otras recompensas son iguales, los individuos eligen las alternativas que suministran o pueden esperar que proporcionen la mayor aprobación social (o aquellas que prometen la menor desaprobación social).
- Si los costos y otras recompensas son iguales, las personas eligen estados y relaciones que brindan la mayor autonomía.
- Si los costos y otras recompensas son iguales, los individuos eligen alternativas caracterizadas por la menor ambigüedad en términos de eventos y resultados futuros esperados.
- Si los costos y recompensas son iguales, eligen alternativas que ofrecen la mayor seguridad.
- Si los costos y recompensas son iguales, eligen asociarse, casarse y formar otras relaciones con aquellos cuyos valores y opiniones generalmente están de acuerdo con los suyos y rechazan o evitan a aquellos con quienes están en desacuerdo crónico.
- Si los costos y recompensas son iguales, son más propensos a asociarse, casarse y formar otras relaciones con sus iguales, que quienes estén por encima o por debajo de ellos. (La igualdad aquí se ve como la suma de capacidades, actuaciones, características y estados que determinan la conveniencia de uno en el mercado social).
- En las sociedades industriales, si los costos y recompensas son iguales, los individuos eligen alternativas que prometen las mayores ganancias financieras para gastos financieros mínimos.

### Proposiciones teóricas de Homans
Aunque Homans adoptó un enfoque individualista, una de las principales metas de su trabajo era explicar los microfundamentos de las estructuras sociales y el intercambio social. Al estudiar tales formas de comportamiento, esperaba iluminar las bases subinstitucionales informales de una conducta social más compleja, típicamente más formal y, a menudo, institucionalizada. Según Homans, las estructuras sociales surgen de formas elementales de comportamiento. Su visión de los fundamentos de la estructura social y las formas institucionales está vinculada a las acciones de los individuos, por ejemplo, a sus respuestas a las circunstancias gratificantes y de castigo.
Homans desarrolló cinco propuestas clave que ayudan a estructurar los comportamientos de los individuos en función de las recompensas y los costos. Este conjunto de ideas teóricas representa el núcleo de la versión de Homans de la teoría del intercambio social.
- La primera proposición: la Proposición de Éxito afirma que el comportamiento que crea resultados positivos es probable que se repita.
- La segunda proposición: la Proposición Estímulo cree que si el comportamiento de un individuo es recompensado en el pasado, el individuo continuará el comportamiento anterior.
- La tercera proposición: la Proposición de Valor cree que si el resultado de una acción conductual se considera valioso para el individuo, es más probable que ocurra ese comportamiento.
- La cuarta proposición: la Proposición Privación-Saciedad cree que si un individuo ha recibido la misma recompensa varias veces, el valor de esa recompensa disminuirá.
- La quinta proposición analiza cuándo ocurren las emociones debido a diferentes situaciones de recompensa. Aquellos que reciben más de lo que esperan o no reciben el castigo anticipado serán felices y se comportarán con aprobación.

## Suposiciones
La teoría del intercambio social no es una teoría sino un marco de referencia dentro del cual muchas teorías pueden interaccionar. Todas estas teorías se basan en varias suposiciones sobre la naturaleza humana y la naturaleza de las relaciones humanas. Thibaut y Kelley han basado su teoría en dos conceptualizaciones: una que se centra en la naturaleza de las personas y otra que describe las relaciones entre dos personas. Por lo tanto, las suposiciones que hacen también caen en estas categorías. Las suposiciones que la teoría del intercambio social hace sobre la naturaleza humana incluyen las siguientes:
- Los humanos buscan recompensas y evitan los castigos.
- Los humanos son seres racionales.
- Los estándares que los humanos usan para evaluar los costos y las recompensas varían con el tiempo y de persona a persona.

Las suposiciones que la teoría del intercambio social hace sobre la naturaleza de las relaciones humanas incluyen las siguientes:
- Las relaciones son interdependientes.
- La vida relacional es un proceso.

El dilema del prisionero es un ejemplo ampliamente utilizado en la teoría de juegos que intenta ilustrar por qué o cómo dos individuos pueden no cooperar entre sí, incluso si es lo mejor para ellos hacerlo. Demuestra que si bien la cooperación daría el mejor resultado, las personas podrían sin embargo actuar egoístamente. Todas las relaciones implican intercambios, aunque el equilibrio de este intercambio no siempre es igual. No podemos alcanzar nuestros objetivos solos, por ello los humanos a veces tenemos que convertirnos en actores. En el mundo de hoy vemos a los actores como gente sin emociones, pero ese no es el caso una vez que alcanzamos nuestras metas al final.

## Niveles de comparación
El intercambio social incluye "tanto una noción de relación, como una noción de obligación compartida en la que ambas partes perciben las responsabilidades entre sí". John Thibaut y Harold Kelley propusieron dos patrones de comparación para diferenciar entre satisfacción de la relación y estabilidad de la relación. Esta evaluación se basa en dos tipos de comparaciones: nivel de comparación y nivel de comparación para la alternativa. 
De acuerdo con Thibaut y Kelley, el Nivel de Comparación (CL) es un estándar que representa lo que las personas sienten que deberían recibir en el camino de las recompensas y los costos de una relación en particular. El nivel de comparación de un individuo puede considerarse el estándar por el cual un resultado parece satisfacer al individuo.
El Nivel de Comparación para la Alternativa (CLalt) se refiere al "nivel más bajo de recompensas relacionales que una persona está dispuesta a aceptar teniendo en cuenta las recompensas disponibles de las relaciones alternativas o estar solo". En otras palabras, al usar esta herramienta de evaluación, un individuo considerará otros pagos alternativos o recompensas fuera de la relación o intercambio actual. El CLalt proporciona una medida de estabilidad en lugar de satisfacción. Si las personas no ven otra alternativa y temen estar solos más que estar en la relación, la teoría del intercambio social predice que se quedarán en la relación.

## Modos de intercambio
Según Kelley y Thibaut, las personas se involucran en la Secuencia de Comportamiento, o una serie de acciones diseñadas para lograr su objetivo. Esto es congruente con su suposición de que los seres humanos son racionales. Cuando las personas participan en estas secuencias de comportamiento, dependen en cierta medida de su compañero relacional. Para que las secuencias comportamentales conduzcan al intercambio social, deben lograrse dos condiciones: "debe orientarse hacia fines que solo pueden lograrse a través de la interacción con otras personas, y debe tratar de adaptar los medios para promover el logro de estos fines".
El concepto de reciprocidad también se deriva de este patrón. El principio de reciprocidad se refiere al refuerzo mutuo por parte de dos partes de las acciones de cada uno. El proceso comienza cuando al menos un participante hace un "movimiento", y si el otro intercambia, se inician nuevas rondas de intercambio. Una vez que el proceso está en movimiento, cada consecuencia puede crear un ciclo de autorrefuerzo. Aunque la norma de la reciprocidad puede ser un principio universalmente aceptado, el grado en que las personas y las culturas aplican este concepto varía.

### Relaciones de dependencia de poder
Los teóricos del intercambio han ofrecido varias definiciones de poder. Por ejemplo, algunos teóricos ven el poder como distinto de los intercambios, algunos lo ven como un tipo de intercambio y otros creen que el poder es un medio de intercambio. Sin embargo, la definición más útil de poder es la propuesta por Emerson, quien desarrolló una teoría de las relaciones de dependencia del poder. Según esta teoría, la dependencia que una persona tiene de otra hace surgir el concepto de poder. La diferenciación de poder afecta las estructuras sociales causando desigualdades entre miembros de diferentes grupos, como un individuo que tiene superioridad sobre otro. El poder dentro de la teoría se rige por dos variables: la estructura del poder en las redes de intercambio y el uso estratégico. Los datos experimentales muestran que la posición que ocupa un actor en una red de intercambio social determina la dependencia relativa y, por lo tanto, el poder.
Según Thibaut y Kelley, hay dos tipos de poder: el control del destino y el control del comportamiento. El control del destino es la capacidad de afectar los resultados de un compañero. El control de la conducta es el poder de cambiar el comportamiento de otra persona cambiando la propia conducta.

### Matrices
Las personas desarrollan patrones de intercambio para hacer frente a las diferencias de poder y para hacer frente a los costos asociados con el ejercicio del poder. Estos patrones describen reglas o normas de comportamiento que indican cómo las personas intercambian recursos en un intento de maximizar las recompensas y minimizar los costos. Thibaut y Kelley han descrito tres matrices diferentes para ilustrar los patrones que las personas desarrollan. A estas se les dan las denominaciones de la matriz dada, la matriz efectiva y la matriz disposicional.
- La matriz dada representa las elecciones de comportamiento y los resultados que se determinan mediante una combinación de factores externos (entorno) y factores internos (las habilidades específicas que posee cada integrante).[25]
- La matriz efectiva representa una expansión de comportamientos y / o resultados alternativos que finalmente determina las elecciones de comportamiento en el intercambio social.[34]
- La matriz de disposición representa la forma en que dos personas creen que las recompensas deben intercambiarse entre ellos.[35]

Hay tres formas dentro de estas matrices: reciprocidad, intercambio generalizado e intercambio productivo. En un intercambio directo, la reciprocidad se limita a los dos actores. Un actor social proporciona valor a otro y el otro reciproca. Hay tres tipos diferentes de reciprocidad:
- Reciprocidad como un patrón transaccional de intercambios interdependientes
- Reciprocidad como creencia popular
- Reciprocidad como norma moral

Un intercambio generalizado implica reciprocidad indirecta entre tres o más individuos. Por ejemplo, una persona da a otra y el receptor responde entregándola a otra persona que no sea la primera persona. El intercambio productivo significa que ambos actores deben contribuir para que uno de ellos se beneficie. Ambas personas incurren en beneficios y costos simultáneamente.
Otra forma común de intercambio es el intercambio negociado, que se centra en la negociación de normas para que ambas partes lleguen a un acuerdo beneficioso. Los intercambios recíprocos y los intercambios negociados a menudo se analizan y comparan para descubrir sus diferencias esenciales. Una diferencia importante entre los dos intercambios es el nivel de riesgos asociados con el intercambio y la incertidumbre que crean estos riesgos. 
El intercambio negociado puede consistir en negociaciones vinculantes y no vinculantes. Al comparar los niveles de riesgo dentro de estos intercambios, el intercambio recíproco tiene el mayor nivel de riesgo que, en consecuencia, produce la mayor incertidumbre. Un ejemplo de un riesgo que podría ocurrir durante el intercambio recíproco es el factor de que la segunda parte podría terminar no devolviendo el favor y completando el intercambio recíproco. Los intercambios negociados vinculantes implican una menor cantidad de riesgos que harán que los individuos sientan bajos niveles de incertidumbre. Considerando que los intercambios negociados no vinculantes y su nivel de riesgos e incertidumbre se encuentran entre la cantidad de riesgos asociados con los intercambios negociados recíprocos y vinculantes. Como no existe un acuerdo vinculante, una de las partes involucradas en el intercambio podría decidir no cooperar con el acuerdo.

## Críticas
Katherine Miller esboza varias objeciones importantes o problemas de la teoría del intercambio social tal como se desarrolló a partir de los primeros trabajos seminales:
- La teoría reduce la interacción humana a un proceso puramente racional que surge de la teoría económica.
- La teoría favorece la apertura, ya que se desarrolló en la década de 1970 cuando se prefirieron las ideas de libertad y apertura, pero puede haber ocasiones en que la apertura no es la mejor opción en una relación.
- La teoría asume que el objetivo final de una relación es la intimidad cuando este no siempre es el caso.
- La teoría coloca las relaciones en una estructura lineal, cuando algunas relaciones pueden omitir los pasos o retroceder en términos de intimidad.

Russell Cropanzano y Marie S. Mitchell discuten cómo uno de los principales problemas dentro de la teoría del intercambio social es la falta de información en los estudios sobre las diversas reglas de intercambio. La reciprocidad es una importante regla de cambio pero, Cropanzano y Mitchell escriben que la teoría se entendería mejor si más programas de investigación discutieran una variedad de reglas de intercambio como el altruismo, la ganancia grupal, la consistencia del estado y la competencia. Meeker señala que dentro del proceso de intercambio, cada unidad toma en cuenta al menos los siguientes elementos: reciprocidad, racionalidad, altruismo (responsabilidad social), ganancia grupal, estado, consistencia y competencia (rivalidad).

## Aplicaciones

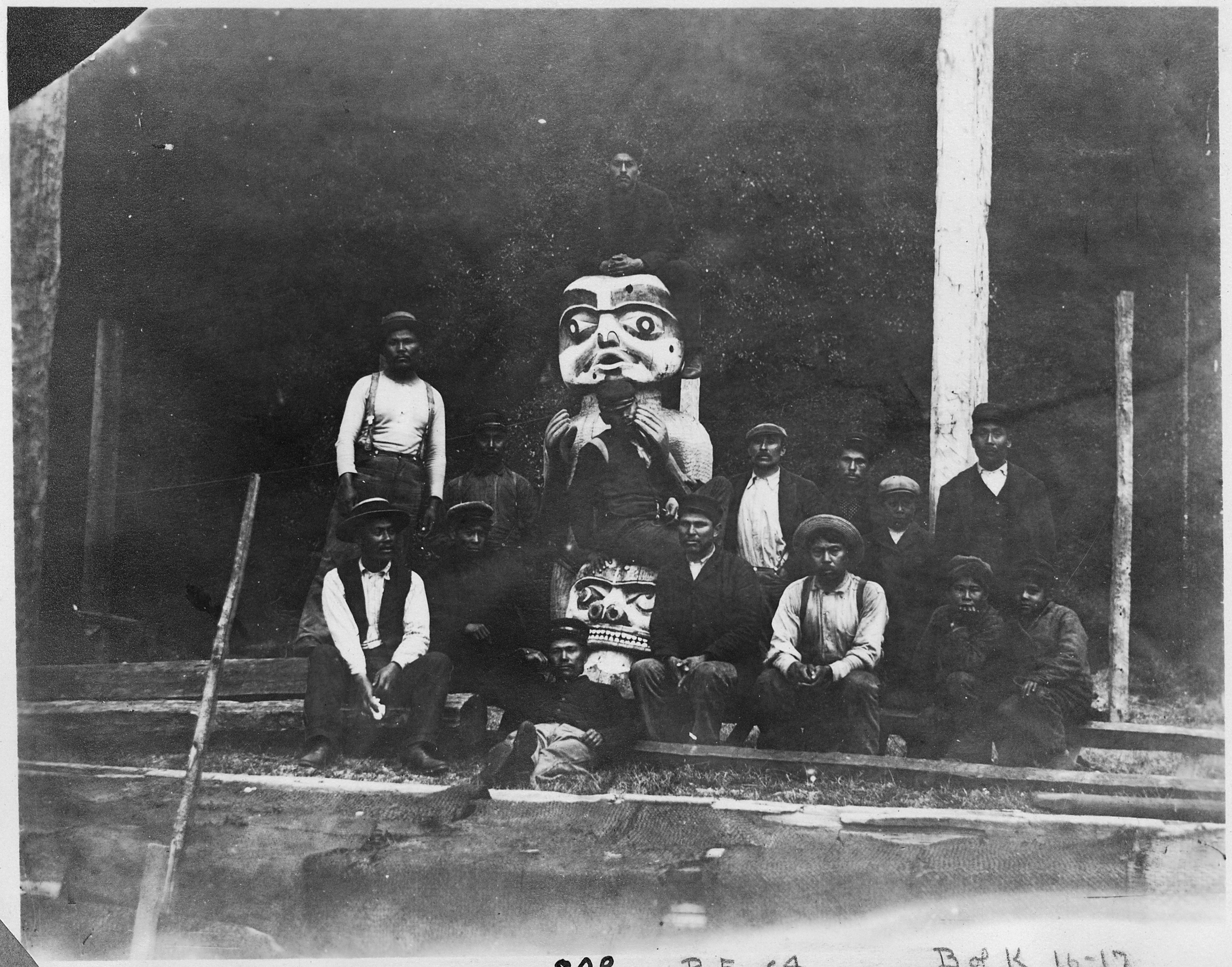
Indígenas de Alaska con cultura de intercambio grupal

La aplicación más extensa del intercambio social ha sido en el área de las relaciones interpersonales. Sin embargo, la teoría del intercambio social se materializa en muchas situaciones diferentes con la misma idea del intercambio de recursos. El interés personal puede alentar a las personas a tomar decisiones que les beneficiarán a sí mismas en general. Homans resumió la teoría diciendo:
   "El comportamiento social es un intercambio de bienes, bienes materiales pero también inmateriales, como los símbolos de aprobación o prestigio. Las personas que dan mucho a los demás tratan de obtener mucho de ellos, y las personas que obtienen mucho de los demás están bajo presión para darles mucho. Este proceso de influencia tiende a resolverse en un equilibrio en los intercambios. Para una persona en un intercambio, lo que le da puede ser un costo para él, al igual que lo que recibe puede ser una recompensa, y su comportamiento cambia menos ya que la diferencia de los dos, el beneficio, tiende a un máximo" ("Teorías utilizadas en Investigación").

### Antropología

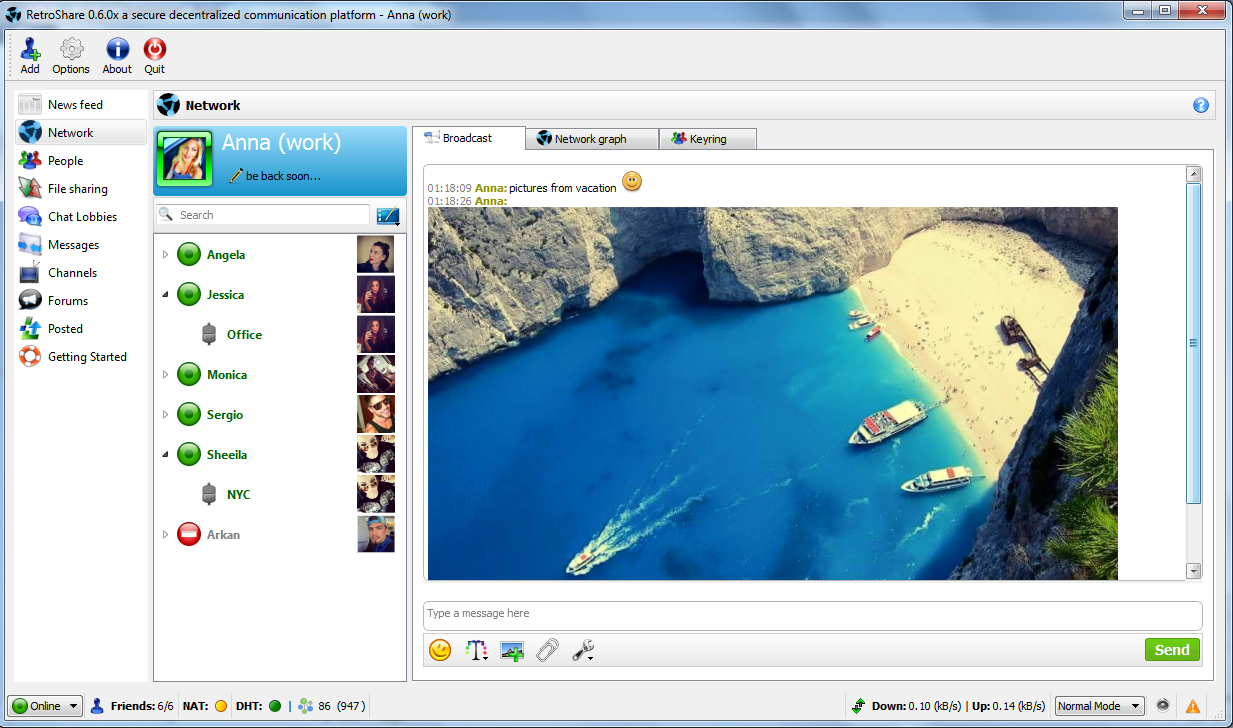
RetroShare. Ejemplo de red de intercambio

Otras aplicaciones que desarrollaron la idea de intercambio incluyen el campo de la antropología, como se evidencia en un artículo de Harumi Befu, que analiza las ideas y normas culturales. Lévi-Strauss es considerado como uno de los principales contribuyentes a la antropología del intercambio. Dentro de este campo, el interés personal, el sentimiento humano y el proceso motivacional no se consideran. Lévi-Strauss utiliza un enfoque colectivista para explicar los intercambios. Para Lévi-Strauss, un intercambio social se define como una forma regulada de comportamiento en el contexto de normas sociales. Esto contrasta con los estudios psicológicos de intercambio en los que las conductas se estudian ignorando la cultura. Los intercambios sociales desde la perspectiva antropológica se han analizado utilizando los fenómenos de entrega de regalos. El concepto de reciprocidad bajo esta perspectiva establece que los individuos pueden recompensar directamente a su benefactor u otra persona en el proceso de intercambio social. Lévi-Strauss desarrolló la teoría del matrimonio primo basada en la omnipresencia de la entrega de obsequios en las sociedades primitivas. La base de esta teoría es la distinción entre intercambios restringidos, que solo es capaz de conectar pares de grupos sociales, e intercambios generalizados, que integran números indefinidos de grupos.

### Relaciones humanas

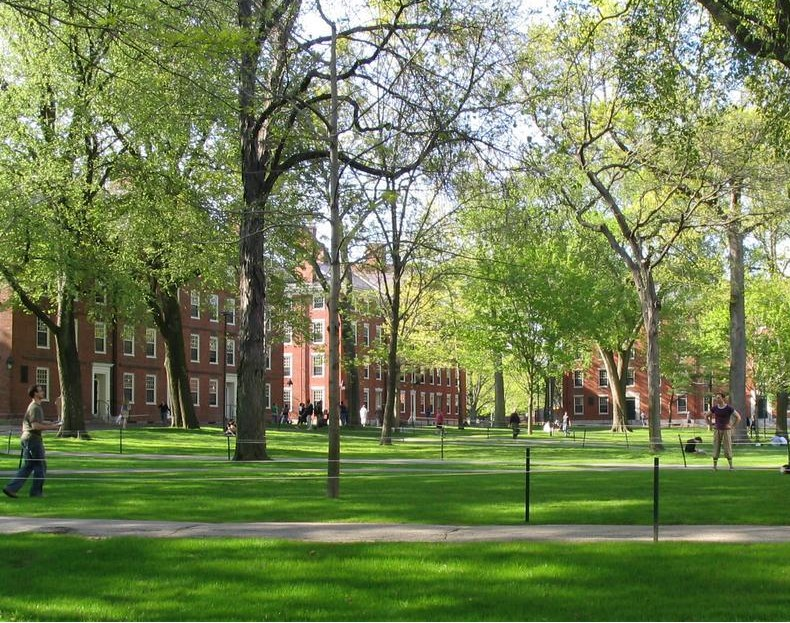
Edificios de dormitorios en el Harvard Yard

Según la teoría, terminamos perdiendo las relaciones que teníamos porque sentimos que ya no nos benefician de ninguna manera. Sentimos que ya no tiene sentido tener ningún tipo de comunicación porque ya no hay recompensas. Una vez que esto sucede, buscamos nuevos socios y recursos para que podamos continuar nuestra red. Pasamos por este proceso día a día. Un estudio titulado, Factores relacionados con la iniciación de contactos interpersonales en sitios de citas en Internet: una vista Desde la teoría del intercambio social, aplicó esta teoría a los nuevos medios (citas en línea). El estudio descubre los diferentes factores involucrados cuando un individuo decide establecer una relación en línea. En general, el estudio siguió la idea de la teoría del intercambio social, "las personas se sienten atraídas por quienes les otorgan recompensas".
Otro ejemplo es el estudio de Berg sobre el desarrollo de la amistad entre compañeros de cuarto. La investigación descubrió cómo los procesos de intercambio social cambiaron durante el año al medir la autorrevelación. Según el estudio, la cantidad que una persona recompensa a otra y los niveles de comparación de las alternativas se convierten en los factores más importantes para determinar el gusto y la satisfacción.

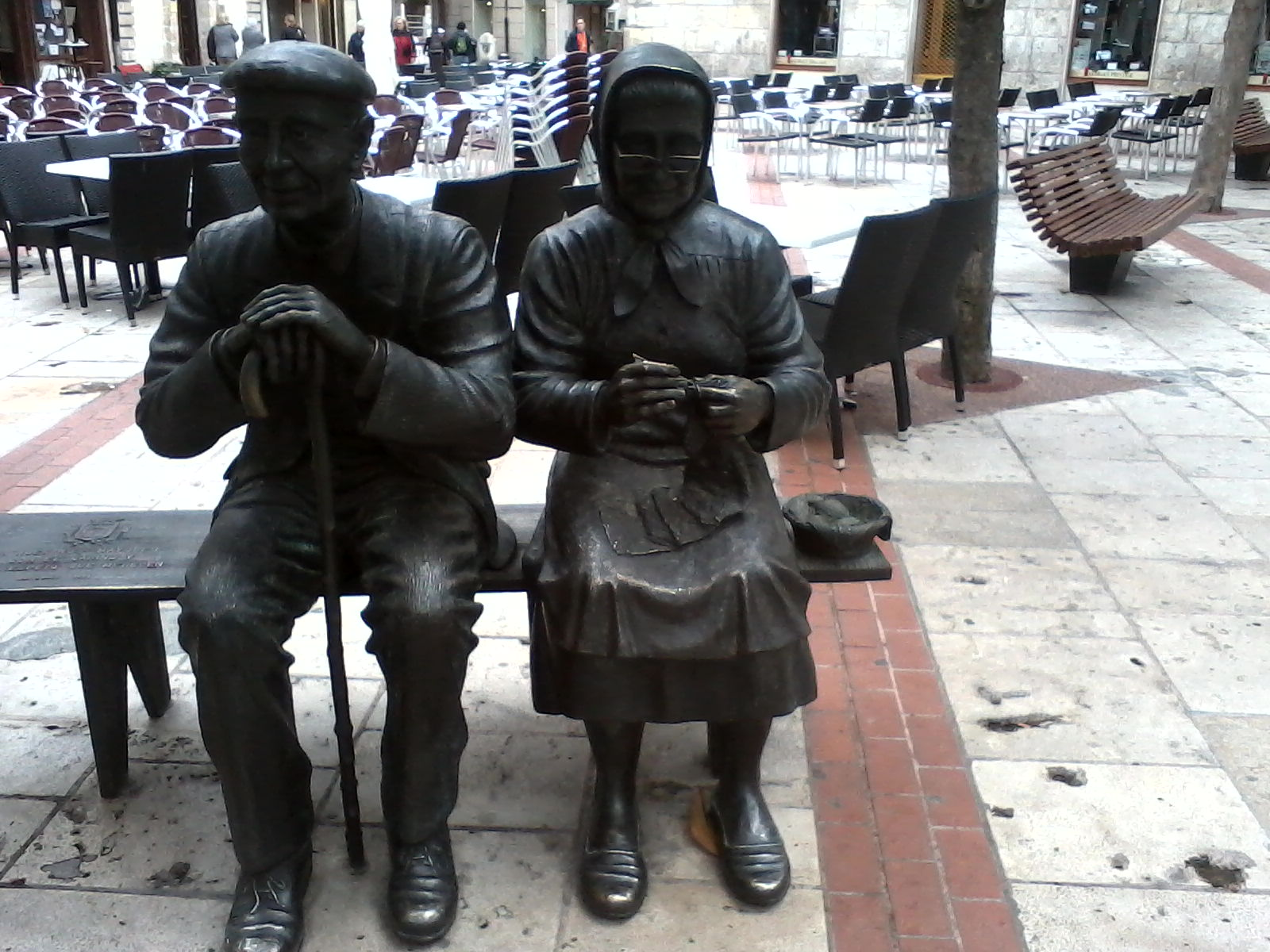
Pareja de abuelos. Burgos

Auld, C. y Alan C. realizaron un estudio para descubrir qué procesos ocurren y qué se experimenta durante las relaciones de ocio social. Usan el concepto de reciprocidad para comprender sus hallazgos. El estudio concluyó que, a menudo, la reunión de nuevas personas es una razón importante para la participación en actividades de ocio, y conocer nuevas personas puede conceptualizarse como un ejercicio de reciprocidad. En este caso, la reciprocidad se percibe como un mecanismo de inicio para nuevas relaciones sociales porque las personas están dispuestas a recibir ayuda de otros, esperando que la ayuda eventualmente sea devuelta. Un estudio realizado por Paul, G., llamado Intercambio y acceso en el trabajo de campo trata de comprender las relaciones entre los investigadores y los sujetos. Este estudio concluye que la negociación ayuda a satisfacer las necesidades más específicas de las partes porque se toman mayores riesgos para obtener más información. Este estudio también introduce el concepto de confianza (ciencias sociales) para determinar la duración de las relaciones.

### Envejecimiento
La base de la teoría del intercambio social es explicar el cambio social y la estabilidad como un proceso de negociación de intercambios entre las partes. Estos cambios pueden ocurrir durante el curso de la vida de una persona a través de las diversas relaciones, oportunidades y medios de apoyo. Un ejemplo de esto es el modelo de apoyo del convoy, este modelo usa círculos concéntricos para describir las relaciones alrededor de un individuo con las relaciones más fuertes en el círculo próximo. A medida que una persona envejece estas relaciones forman un convoy que se mueve junto con la persona e intercambia apoyo y asistencia a través de las diferentes circunstancias que ocurren.

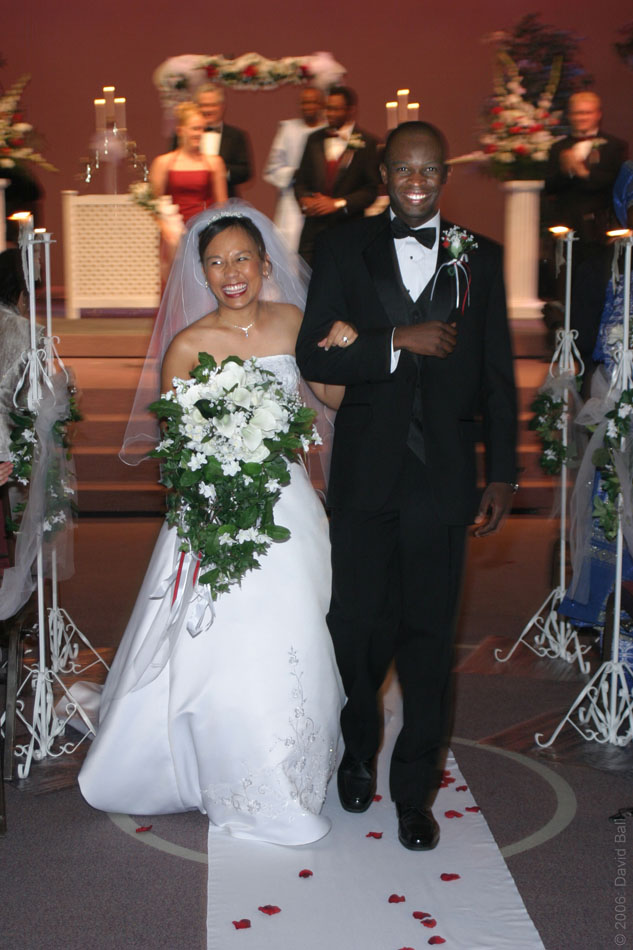
Matrimonio interracial

También cambia a través de la direccionalidad del apoyo dado a y por el individuo con las personas dentro de su red de apoyo. Dentro de este modelo, hay diferentes tipos de apoyo (Apoyo social) que una persona puede recibir, que son intangibles, tangibles, instrumentales e informativos. El apoyo intangible puede ser social o emocional y puede ser amor, amistad y apreciación que viene con relaciones valiosas. El apoyo tangible son los dones físicos que se le dan a alguien, como tierra, regalos, dinero, transporte, comida y tareas completas. El soporte instrumental son servicios brindados a alguien en una relación. Finalmente, el soporte informativo es la entrega de información que es útil para un individuo.

### Matrimonio interracial
Los patrones del matrimonio interracial han sido explicados usando la teoría del intercambio social. Kalmijn sugiere que el estatus étnico se compensa con recursos educativos o financieros. Este proceso se ha utilizado para explicar por qué hay más matrimonios entre hombres negros y mujeres blancas que entre hombres blancos y mujeres negras. Esta asimetría en los patrones del matrimonio se ha utilizado para apoyar la idea de una jerarquía racial. Esta asimetría en los patrones del matrimonio se ha utilizado para apoyar la idea de una jerarquía racial. Lewis, sin embargo, explica que los mismos patrones de matrimonio pueden explicarse en términos de patrones simples de atractivo facial de los diferentes géneros por grupos de razas. Los cambios recientes han visto un aumento en las mujeres negras que se casan con hombres blancos y una disminución en la prevalencia bruta de los matrimonios interraciales cuando se trata de mujeres negras. También ha habido un cambio en la concentración del matrimonio interracial, principalmente entre aquellos con bajos niveles de educación y aquellos con niveles más altos de educación.

### Negocios
La teoría del intercambio social ha servido como base teórica para explicar diferentes situaciones en las prácticas comerciales. Ha contribuido al estudio de las relaciones entre la organización y las partes interesadas y el marketing relacional. El modelo de inversión propuesto por Caryl Rusbult es una versión útil de la teoría del intercambio social. De acuerdo con este modelo, las inversiones sirven para estabilizar las relaciones. Cuanto mayores sean las inversiones intransferibles que una persona tenga en una determinada relación, más estable será la relación. El mismo concepto de inversión se aplica al marketing relacional. Las bases de datos son el principal instrumento para construir relaciones diferenciadas entre organizaciones y clientes. A través del proceso de información, las empresas identifican las necesidades individuales del cliente. Desde esta perspectiva, un cliente se convierte en una inversión. Si un cliente decide elegir otro competidor, la inversión se perderá.

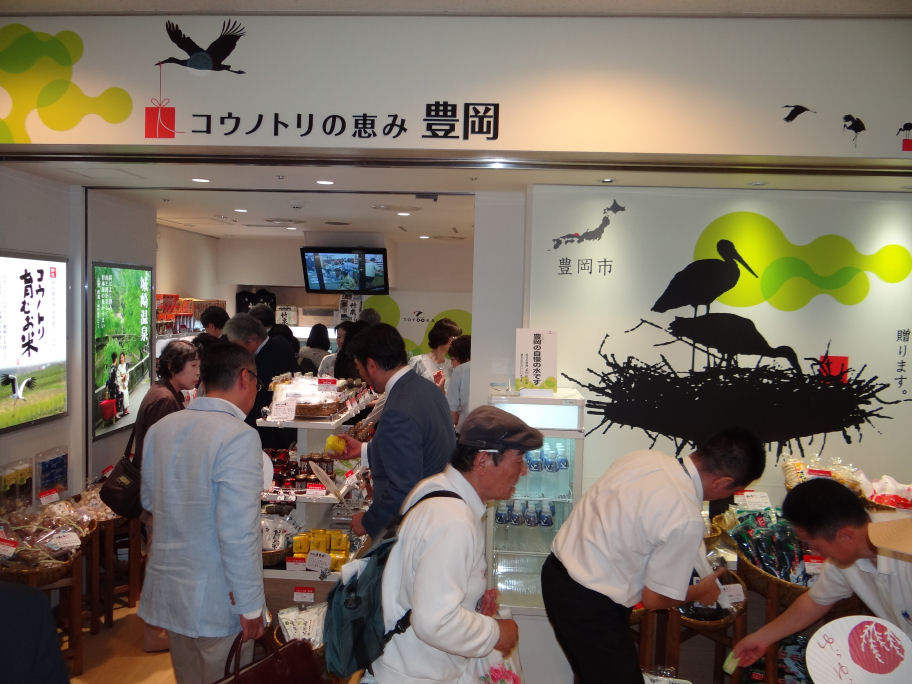
Tienda Anntena

Cuando las personas descubren que han invertido demasiado para abandonar una relación o empresa, invierten recursos adicionales en la relación para salvar su inversión inicial. El intercambio ha sido un impulso de investigación central en el intercambio relacional de empresa a empresa.  De acuerdo con el estudio realizado por Lambe, las firmas de C. Jay, C. Michael Wittmann y Robert E. Spekman evalúan los resultados económicos y sociales de cada transacción y los comparan con lo que creen que merecen. Las empresas también buscan beneficios adicionales proporcionados por otros posibles socios de intercambio. La transacción inicial entre compañías es crucial para determinar si su relación se expandirá, seguirá siendo la misma o se disolverá. [11]

### Configuraciones de trabajo
Un estudio realizado por A. Saks sirve como un ejemplo para explicar el compromiso de los empleados en las organizaciones. Este estudio utiliza uno de los principios de la teoría del intercambio social para explicar que las obligaciones se generan a través de una serie de interacciones entre las partes que se encuentran en un estado de interdependencia recíproca. La investigación identificó que cuando los individuos reciben recursos económicos y socioemocionales de su organización, se sienten obligados a responder en especie y pagarle a la organización. Esta es una descripción del compromiso como una relación bidireccional entre el empleador y el empleado. Una forma de que las personas paguen a su organización es a través de su nivel de participación. Cuanto más comprometidos están los empleados con su trabajo, mayor es la cantidad de recursos cognitivos, emocionales y físicos que dedicarán a realizar sus tareas laborales. Cuando la organización no proporciona recursos económicos o emocionales, es más probable que los empleados se retiren y se desvinculan de sus roles.

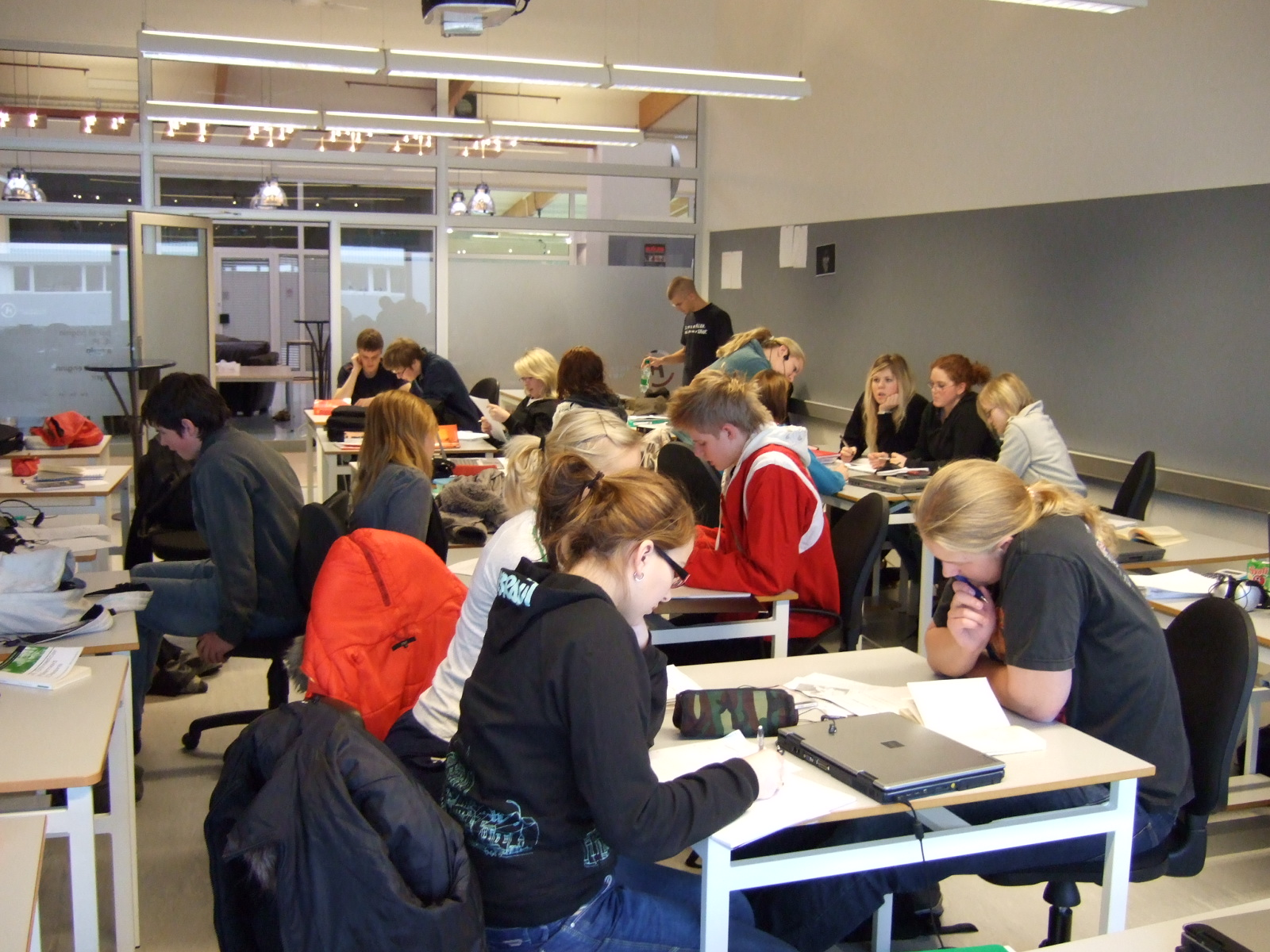
Maestro y alumnas

### Comportamiento de ciudadanía
La teoría del intercambio social es una explicación teórica para el comportamiento de la ciudadanía organizacional. Este estudio examina un modelo de liderazgo claro y construcción relacional entre el director y los maestros como antecedente, y el comportamiento de la ciudadanía organizacional como consecuencia del intercambio maestro-escuela.
El comportamiento de la ciudadanía también se puede mostrar con los empleados y sus empleadores. Esto se muestra a través de la identificación organizacional que juega un papel importante en el comportamiento de ciudadanía organizacional. La identificación de un empleado con su empleador juega un papel importante en el apoyo y promoción del comportamiento ciudadano organizado, actuando como un mecanismo de mediación con conductas ciudadanas, la justicia percibida de la organización y el apoyo organizacional basado tanto en el intercambio social como en la teoría de la identidad social.

### Redes sociales en línea y autorrevelación

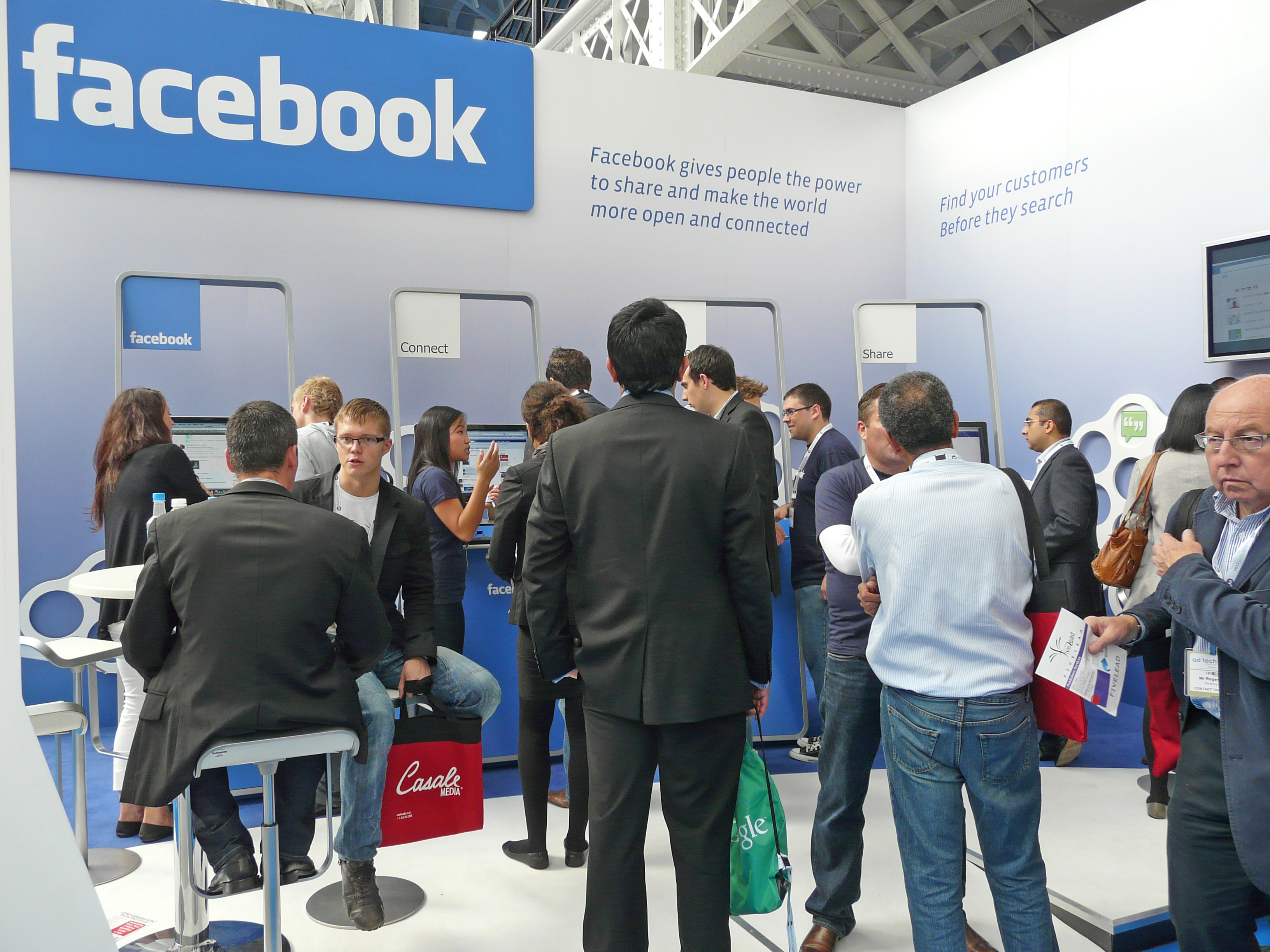
Ad-tech Londres 2010

Comprender la divulgación interpersonal en las redes sociales en línea es una aplicación ideal de la teoría de redes sociales. Los investigadores han aprovechado la SET para explicar la autorrevelación en un contexto intercultural de profesionales franceses y británicos que trabajan. Descubrieron que la reciprocidad es el principal beneficio de la autorrevelación, mientras que el riesgo es el costo fundamental de la autorrevelación. Encuentran que la influencia social positiva para usar una comunidad en línea aumenta la autorrevelación de la comunidad en línea; la reciprocidad aumenta la autorrevelación; la confianza de la comunidad en línea aumenta la autorrevelación; y las creencias de riesgo de privacidad disminuyen la autorrevelación. Mientras tanto, una tendencia hacia el colectivismo aumenta la autorrevelación. 
Investigaciones similares también aprovecharon la SET para examinar las preocupaciones de privacidad versus el deseo de conciencia interpersonal para impulsar el uso de tecnologías de autorrevelación en el contexto de la mensajería instantánea. Este estudio también fue un estudio intercultural, pero comparó a los participantes estadounidenses y chinos.

## Teoría del afecto
Los actores en el intercambio social son normalmente vistos como seres carentes de emociones que tienen información, la procesan cognitivamente y toman decisiones sobre el patrón y la naturaleza del intercambio con los demás. La teoría de los afectos del intercambio social complementa la teoría del intercambio social al incorporar la emoción como parte del proceso de intercambio. Formalizada por Lawler (2001), la teoría del afecto examina las condiciones estructurales de intercambio que producen emociones y sentimientos y luego identifica cómo los individuos atribuyen estas emociones a diferentes unidades sociales (socios de intercambio, grupos o redes). Estas atribuciones de emoción, a su vez, dictan cuán fuertemente las personas se sienten apegadas a sus parejas o grupos, lo que impulsa el comportamiento orientado colectivamente y el compromiso con la relación.

### Premisas
La teoría del afecto del intercambio social se basa en premisas que surgen de la teoría del intercambio social y la teoría del afecto:
- Hay tres o más individuos que tienen la oportunidad de intercambiarse entre ellos. Estos actores pueden tomar decisiones sobre si intercambiar, con quién intercambiar y bajo qué términos ejecutar un intercambio.
- El intercambio social produce emociones que son de positivas a negativas
- Las emociones se pueden interpretar como recompensa o castigo (es decir, sentirse bien tiene un valor positivo y sentirse mal tiene un valor negativo).
- Los individuos intentan evitar emociones negativas y reproducir emociones positivas en el intercambio social.
- Las personas tratarán de comprender la fuente o causa de los sentimientos producidos por el intercambio social. De esta forma, las emociones se atribuyen al objeto que las causó.
- Las personas interpretan e intercambian sus sentimientos con respecto a las relaciones sociales (por ejemplo, socios, grupos, redes). Las emociones positivas producidas por el intercambio aumentarán la solidaridad en estas relaciones, mientras que las emociones negativas disminuirán la solidaridad.

### Proposiciones teóricas
La teoría de los afectos del intercambio social muestra cómo las condiciones de los intercambios promueven las relaciones interpersonales y grupales a través de las emociones y los procesos afectivos. Los argumentos teóricos se centran en las siguientes cinco afirmaciones:
- Las emociones producidas por el intercambio son respuestas internas involuntarias

Los individuos experimentan emociones (sentimientos generales de placer o desagrado) según si su intercambio es exitoso. Estas emociones se interpretan como una recompensa (o castigo) y los individuos se esfuerzan por repetir acciones que reproducen emociones positivas o evitan emociones negativas.
- Los individuos intentan comprender qué en una situación de intercambio social produce emociones

Las personas utilizarán la tarea de intercambio para comprender la fuente (socios, grupos o redes) de sus emociones. Es más probable que los individuos atribuyan sus emociones a sus socios o grupos de intercambio cuando la tarea solo puede completarse con uno o más socios, cuando la tarea requiere contribuciones interdependientes (no separables) y cuando existe un sentido compartido de responsabilidad por el éxito o fallo del intercambio.
- El modo de intercambio determina las características de la tarea de intercambio e influye en la atribución de la emoción producida

El modo de intercambio (productivo, negociado, recíproco o generalizado) proporciona una descripción de la tarea de intercambio. Las características de la tarea se definen por el grado de interdependencia (separabilidad de tareas) y la responsabilidad compartida entre los socios para completar la tarea. Estas características influyen en la fuerza de la emoción que se siente. Los intercambios productivos son interdependientes y este alto grado de no separación genera las emociones más fuertes. Los intercambios recíprocos son separables, lo que reduce las percepciones de la responsabilidad compartida. El intercambio produce poca respuesta emocional, pero los individuos en cambio expresan emociones en respuesta a la transacción asimétrica. Los intercambios generalizados no ocurren directamente, pero la interdependencia sigue siendo alta y la coordinación entre socios es difícil. Debido a que no hay una base emocional directa, las emociones producidas son bajas. Los intercambios negociados pueden producir emociones conflictivas debido a la naturaleza mixta de las negociaciones; incluso cuando las transacciones son exitosas, las personas pueden sentir que tienen la capacidad de hacerlo mejor, creando ambivalencia emocional. En general, los intercambios productivos producen las más fuertes atribuciones de emociones, el intercambio generalizado (indirecto) es el más débil, con intercambios negociados y recíprocos en el medio.
- La atribución de emociones que resultan de diferentes modos de intercambio impacta la solidaridad sentida con los socios o grupos

Los diferentes tipos de intercambio (productivo, recíproco y generalizado) también impactan en la solidaridad o identificación que un individuo sentirá con sus compañeros o grupo de intercambio. Los diferentes tipos de intercambio ayudan a dictar el objetivo de las emociones sentidas e influyen en el apego de un individuo. El apego afectivo ocurre cuando una unidad social (pareja o grupo) es el objetivo de los sentimientos positivos del intercambio; el desapego afectivo (enajenación) ocurre cuando una unidad social es el blanco de sentimientos negativos por el fracaso en el intercambio. El apego afectivo aumenta la solidaridad. Similar a la atribución de emoción, el intercambio productivo produce los afectos más fuertes, el intercambio generalizado es el más débil, y el intercambio negociado y recíproco se encuentran en el medio. 
Una condición para que las atribuciones sociales (socios o grupos) puedan aumentar la solidaridad es reduciendo las atribuciones de crédito propias o la culpa del éxito o el fracaso del intercambio. Cuando los individuos tienen atribuciones grupales de emociones positivas derivadas del éxito, esto elimina cualquier sesgo egoísta y mejora el orgullo en sí mismo y la gratitud hacia la pareja. Sin embargo, las atribuciones grupales de emociones negativas derivadas del fracaso no eliminan los sesgos egoístas, lo que resulta en más enojo hacia el compañero o grupo que vergüenza de uno mismo. 
Lawler también propone que la persistencia (estabilidad) y la capacidad para controlar los actos del socio de intercambio (capacidad de control) proporcionan las condiciones para el apego afectivo al atribuir el crédito o la culpa del éxito o fracaso del intercambio. Siguiendo a Weiner (1985), la teoría del intercambio social extrapola que las combinaciones de estabilidad e incontrolabilidad provocan emociones diferentes. En el intercambio social, las conexiones sociales pueden ser fuentes de estabilidad y control. Por ejemplo, si un compañero de intercambio es percibido como una fuente estable de sentimientos positivos, y el compañero de intercambio tiene control en los actos que provocan esos sentimientos positivos, esto fortalecerá el apego afectivo. Por ejemplo, si un compañero de intercambio es percibido como una fuente estable de sentimientos positivos, y el compañero de intercambio tiene control en los actos que provocan esos sentimientos positivos, esto fortalecerá el apego afectivo. Por lo tanto, la teoría del intercambio social propone que las fuentes estables y controlables de sentimientos positivos (es decir, simpatía, orgullo, gratitud) provocarán apegos afectivos, mientras que fuentes estables e incontrolables de sentimientos negativos (es decir, desagrado, vergüenza, ira) provocarán desapego afectivo.  
- A través de estos procesos emocionales, las redes pueden desarrollar propiedades grupales

Los intercambios repetidos permiten que una red evolucione en un grupo. La teoría del afecto resalta las contribuciones de las emociones en la producción de propiedades grupales. Las interacciones exitosas generan sentimientos positivos para las personas involucradas, lo que los motiva a interactuar con los mismos socios en el futuro. A medida que los intercambios se repiten, las relaciones sólidas se hacen visibles para otras partes, destacando su papel como grupo y ayudando a generar una identidad de grupo que continúa uniendo a los socios en una red. La teoría del afecto predice que las redes de intercambio negociado y recíproco tenderán a promover lazos relacionales más fuertes dentro de los socios; el intercambio productivo o generalizado promoverá una red más fuerte o lazos a nivel de grupo.